# جوزپه فتزاردی
جوزپه فتزاردی (ایتالیایی: Giuseppe Fezzardi؛ زادهٔ ۲۸ دسامبر ۱۹۳۹) دوچرخه‌سوار اهل ایتالیا است.